# Manoir de la Coudraye (Ploubalay)
Pour les articles homonymes, voir Manoir de la Coudraye (homonymie).
Le manoir de la Coudraye est situé à Ploubalay, en France.

## Localisation
Le manoir est situé sur la commune de Ploubalayau lieu-dit de La Coudraye dans le département des Côtes-d'Armor, dans la région Bretagne.

## Description
C'est un ancien manoir à cour fermée édifié sur une parcelle cernée de douves. Un bâtiment à deux corps en équerre, dont les murs présentent plusieurs bouches à feu remployées, occupe l'angle sud-ouest de cette parcelle. Le logis primitif, en cours de restauration et d'agrandissement vers l'est, est un logis de plan rectangulaire, à un étage carré et un étage de comble, couvert d'un toit à croupes à égout retroussé et dont les élévations sont rythmées par des travées formées de grandes fenêtres rectangulaires verticales. L'élévation antérieure sur cour, animée par une corniche à modillons, présente deux travées régulières, dont une, celle de droite, est affirmée par une lucarne à fronton-pignon triangulaire en maçonnerie accostée d'ailerons à volutes. Cette élévation présente également une tour d'angle circulaire dans-œuvre enfermant un escalier à vis en bois (rapporté). Cette tour, dont le mur dépasse largement les murs du logis, est coiffée d'un dôme surbaissé à égout retroussé surmonté d'un lanternon. Elle reçoit en outre une porte à la base et présente deux lucarnes du même profil que la présente.

## Historique
Manoir reconstruit vers 1729, en partie démoli en 1793, sous le régime de la Terreur.
Il est inscrit au titre des monuments historiques par arrêté du 24 juillet 1964,.

## Protection
Éléments protégés : les façades et toitures.

## Galerie

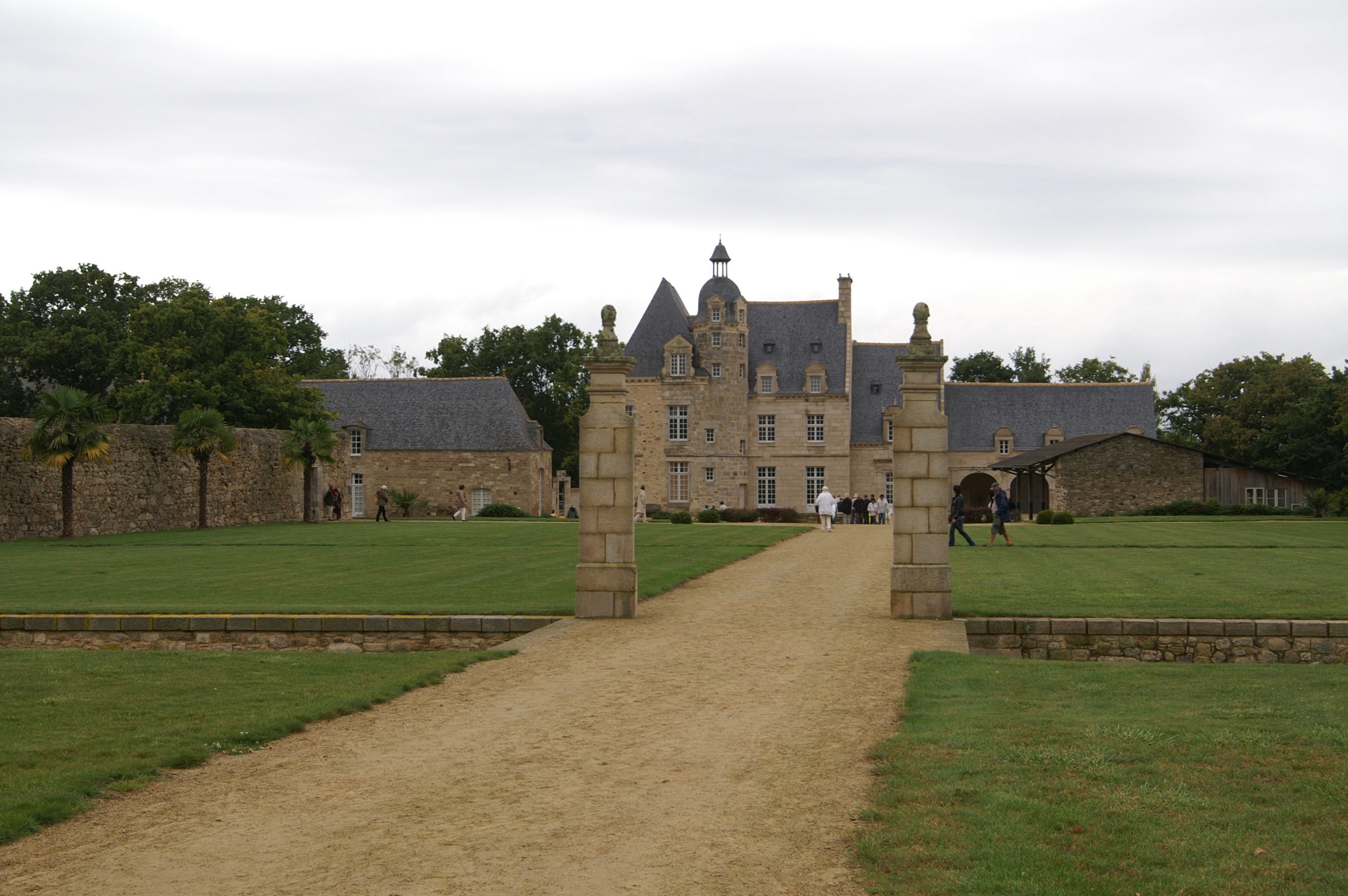
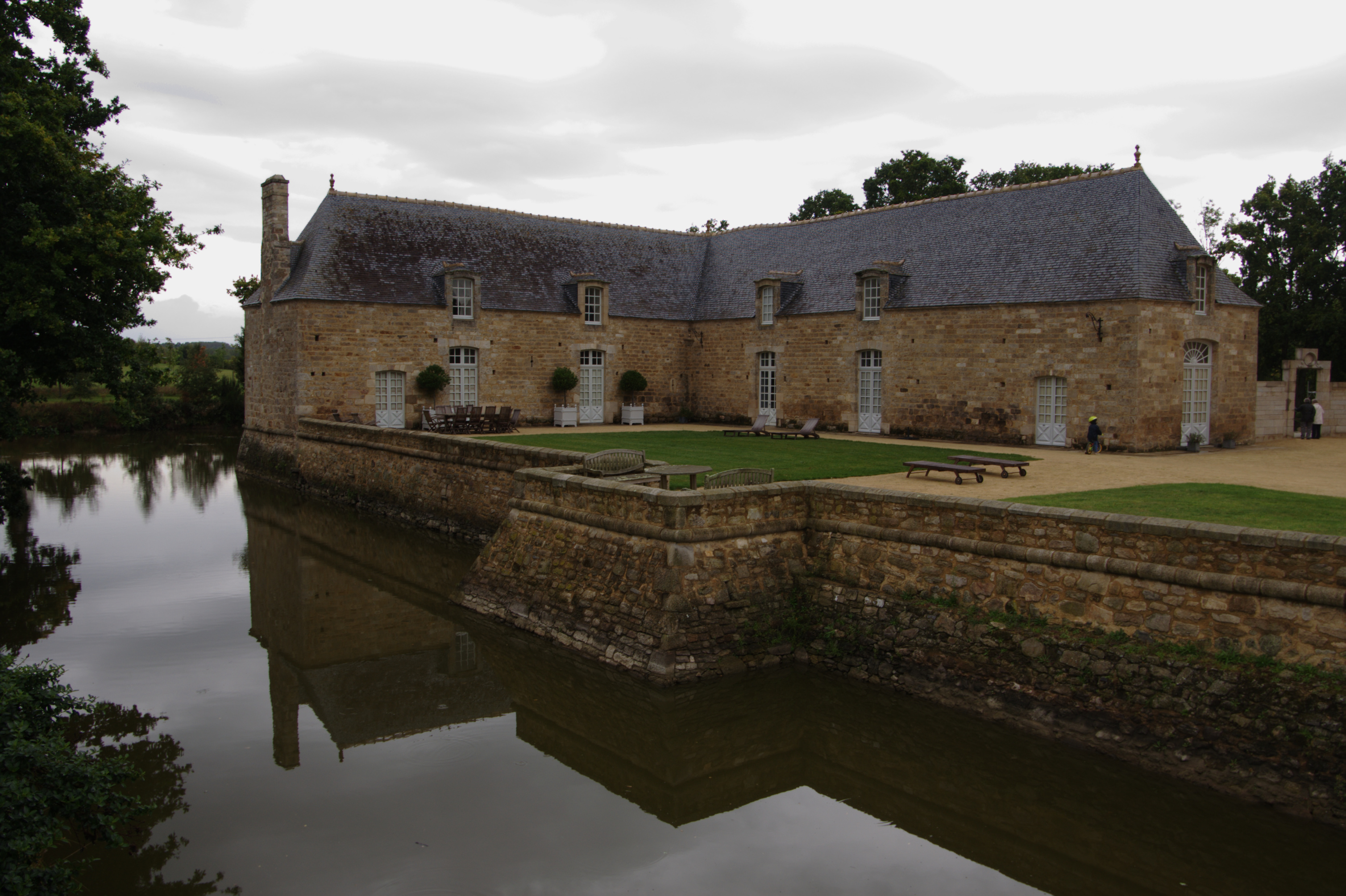
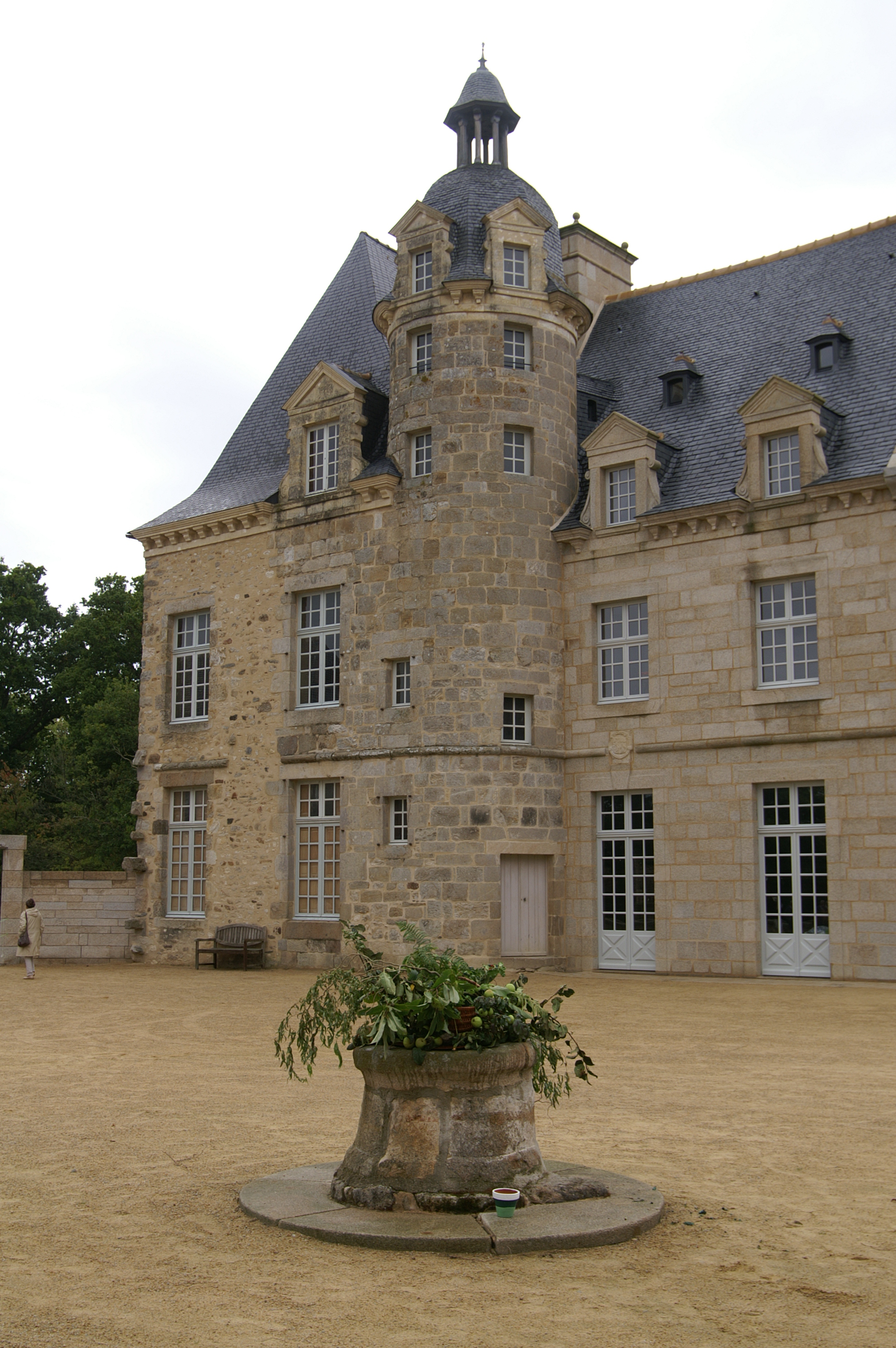
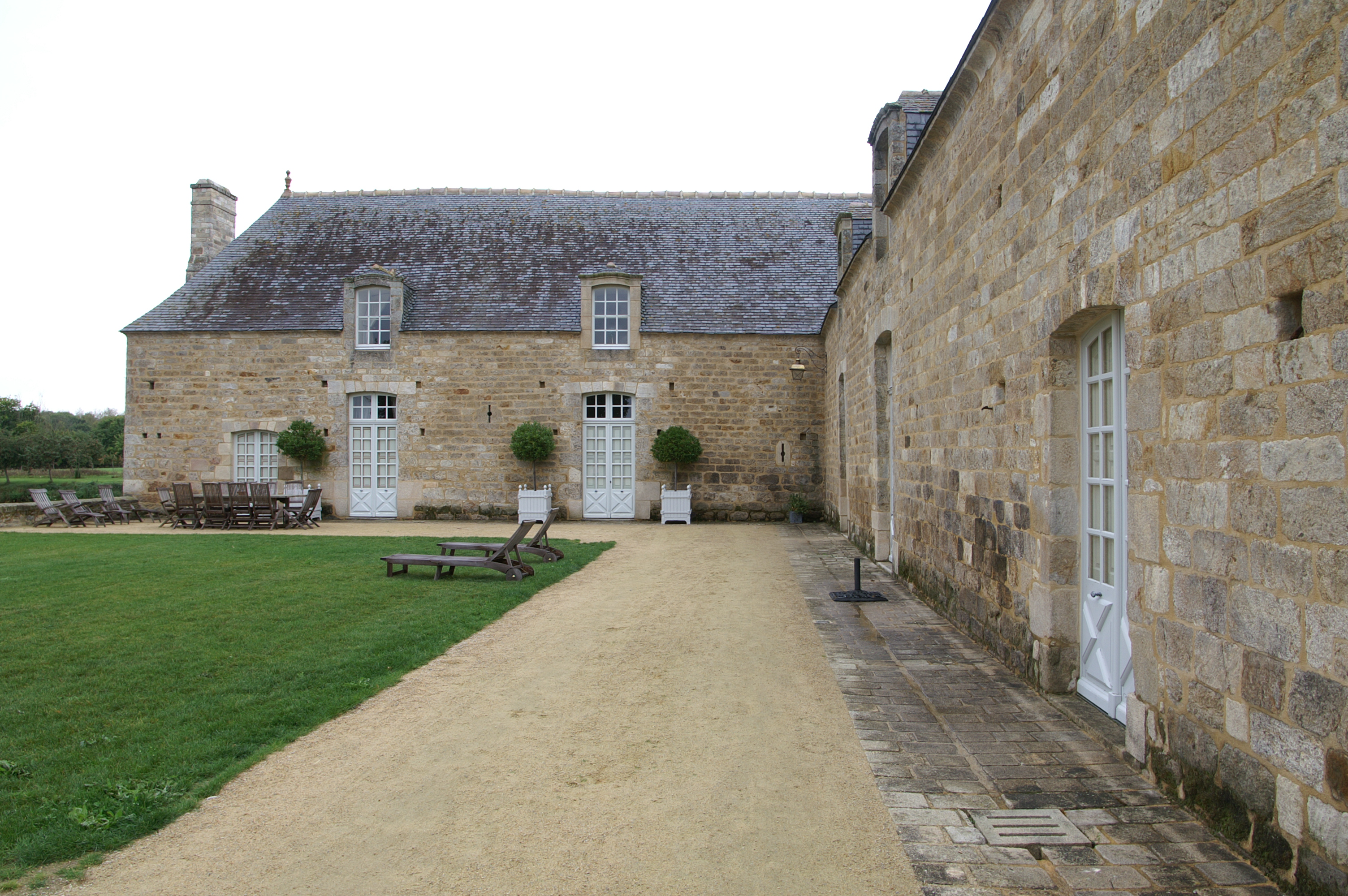
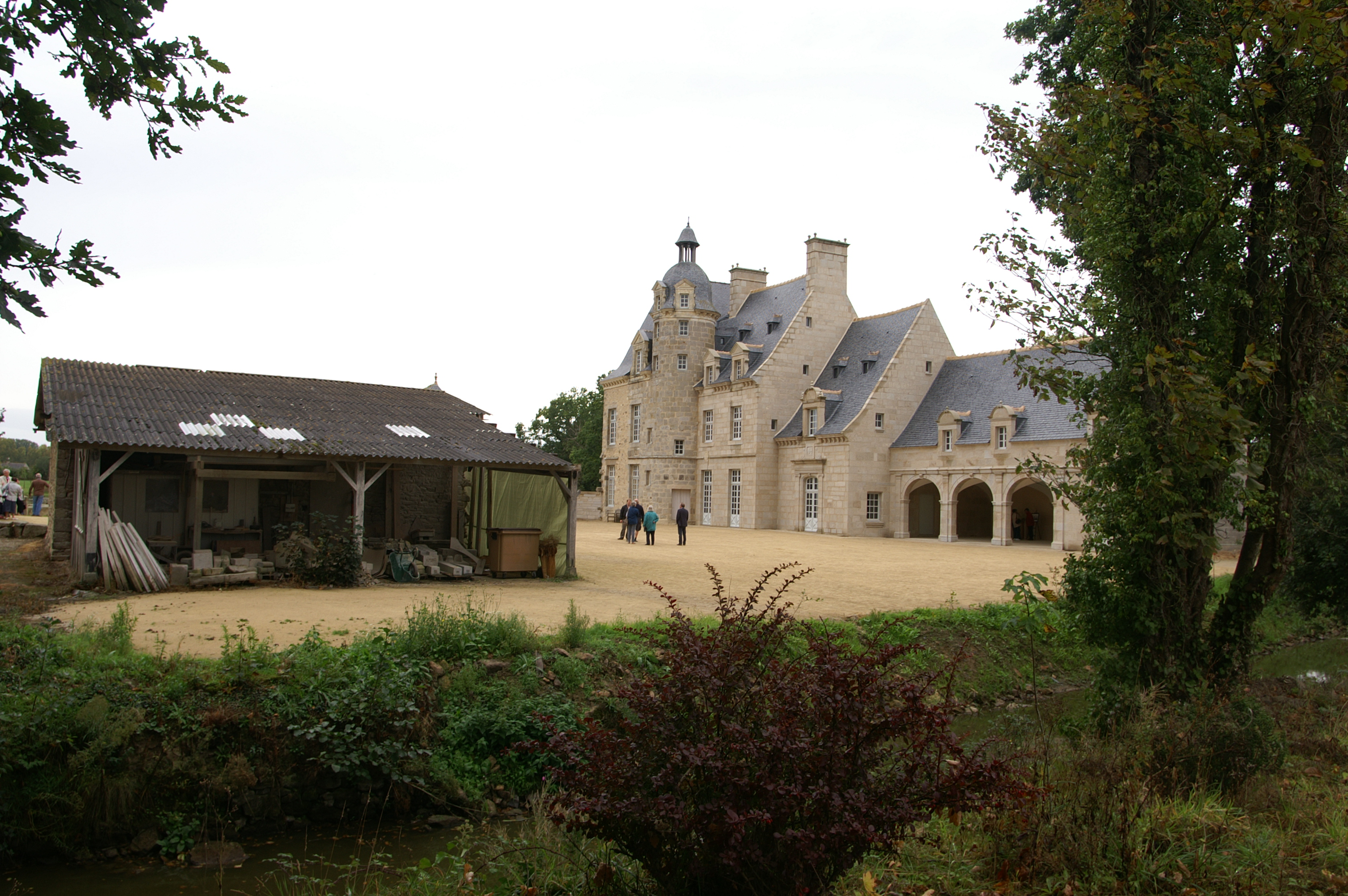
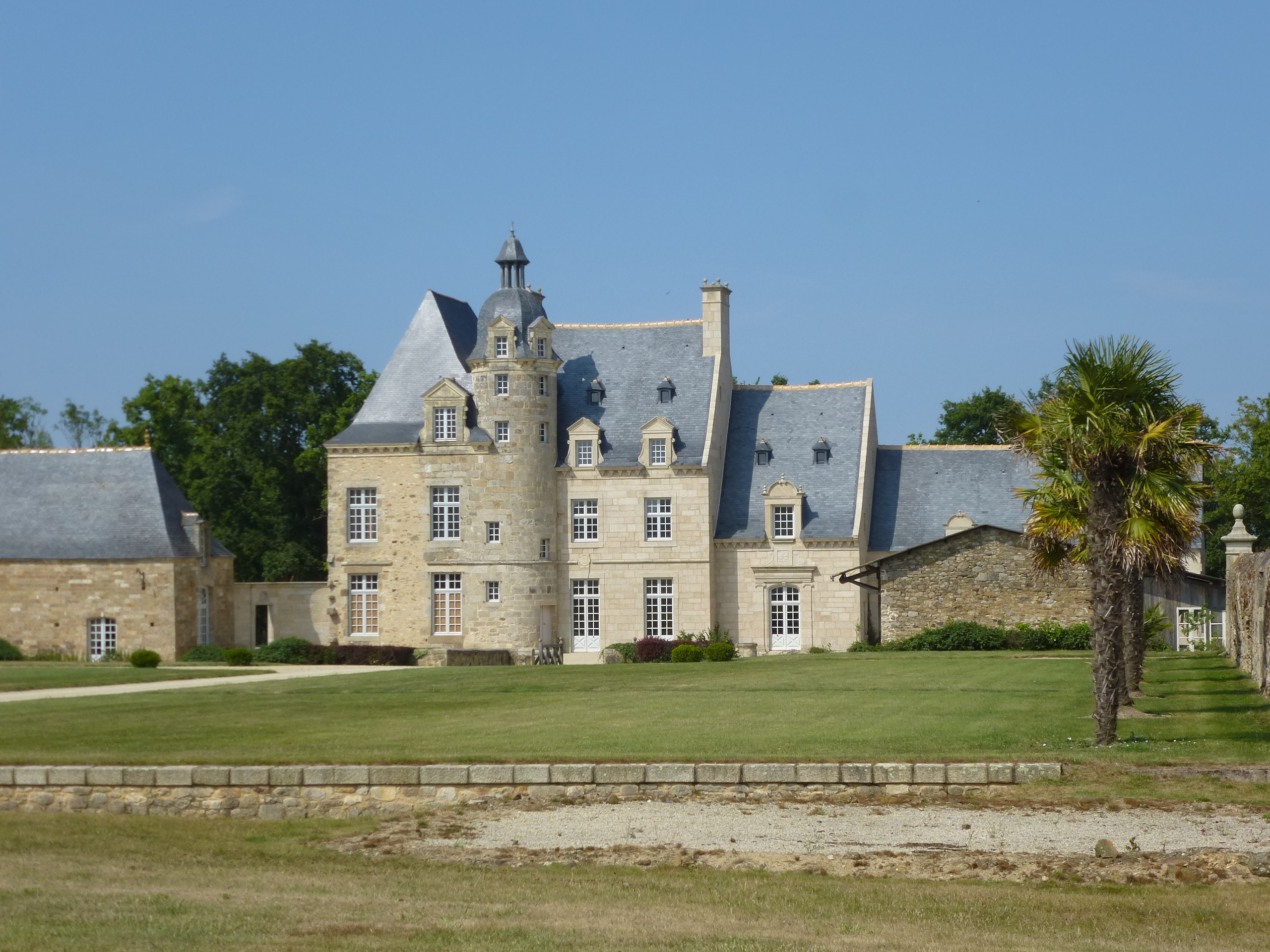